# Jisha

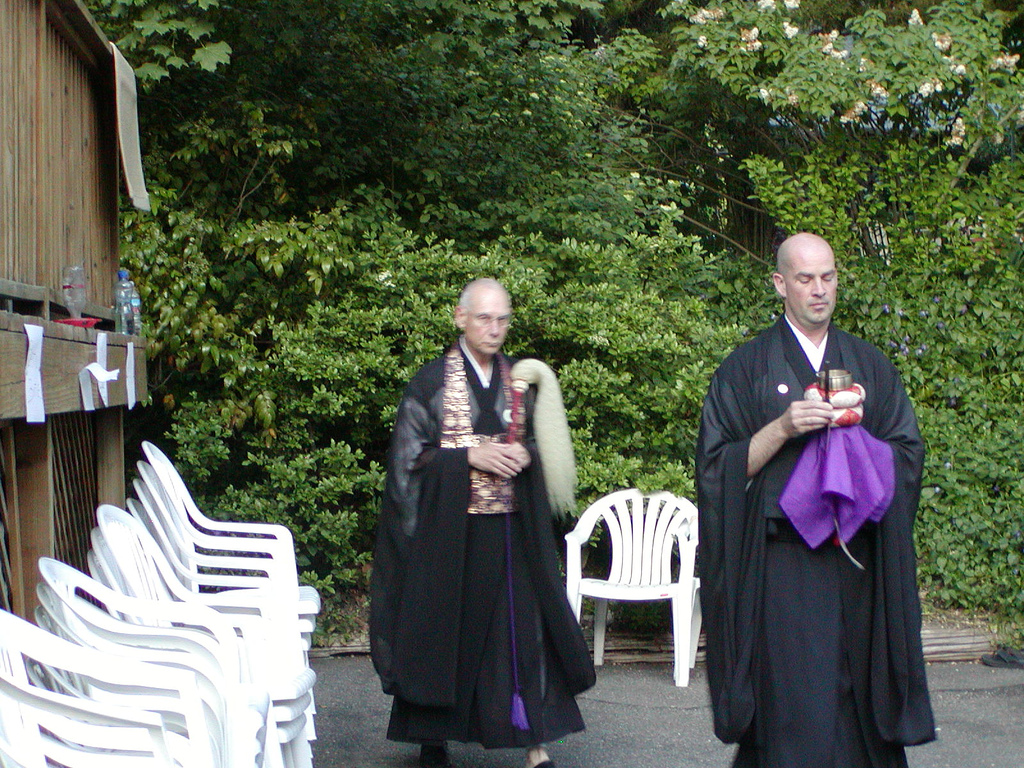
Dennis Genpo Merzel (esqu) e seu jisha Simon Heale

Jisha (侍者), juntamente com os títulos inji e sannō, são termos japoneses usados em referência ao assistente pessoal do mosteiro um abade ou professor, no Budismo Zen. Na escola Rinzai, o termo quer dizer geralmente inji ou sannō. 
Segundo o livro 3 Taças: Receitas vegetarianas de um americano budista zen de mosteiro, quando o jikijitsu é o pai da popa do zendo, o jisha é a mãe den, equilibrando o rigor que o seu contraponto estabelece. O jisha prepara e cumprimenta todos os convidados, atende às necessidades dos alunos, cuida do doente, e organiza a limpeza do mosteiro.